# Sandy Road

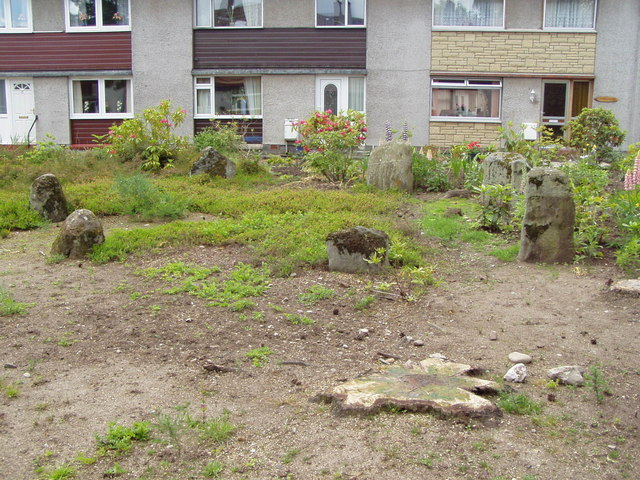
Steinkreis von Sandy Road

Der kleine Steinkreis von Sandy Road (auch Greystanes oder Sandy Road West genannt) in New Scone bei Scone, in der schottischen Counil Area Perth and Kinross wurde im Jahr 1961 ausgegraben und in eine Wohnsiedlung verlegt.
Ursprünglich gab es in dem Ring mit einem Durchmesser von etwa 5,4 m sieben in der Höhe sorgfältig abgestufte Menhire. Der Höchste stand im Südwesten. Im Zentrum des Kreises befand sich in einer kleinen Grube eine Urne mit den Überresten einer Brandbestattung. Obwohl in eine moderne Umgebung verbracht und von Bäumen und Blumen umgeben, vermittelt dieser Kreis einen guten Eindruck vom Ausmaß dieser kleineren Denkmäler, die im vorletzten und letzten Jahrtausend v. Chr. entstanden. Ein ehemals benachbarter zweiter Kreis ist nicht mehr vorhanden.
Die Anlage ist als Scheduled Monument geschützt.